# 第27回主要国首脳会議

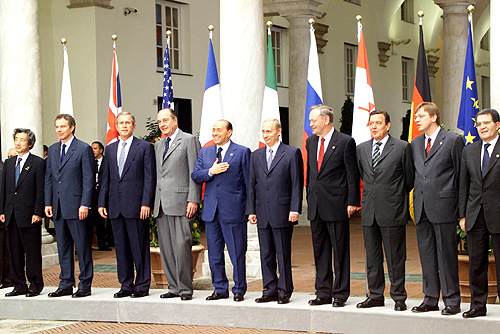
首脳の集合写真

第27回主要国首脳会議（だい27かいしゅようこくしゅのうかいぎ）は、2001年7月21日から22日までイタリアのジェノヴァで開催された主要国首脳会議。通称ジェノヴァ・サミット。7月21日にジェノヴァ市内でサミットに反対する約20万人のデモが行われ、死者1名、負傷者約250名を出した。

## 出席首脳
出席首脳の一覧
- シルビオ・ベルルスコーニ（議長・イタリア首相）
- ジャック・シラク（フランス共和国大統領）
- ジョージ・W・ブッシュ（アメリカ合衆国大統領）
- トニー・ブレア（イギリス首相）
- ゲルハルト・シュレーダー（ドイツ連邦首相）
- 小泉純一郎（日本国内閣総理大臣）
- ジャン・クレティエン（カナダ首相）
- ウラジーミル・プーチン（ロシア連邦大統領）

## 議題

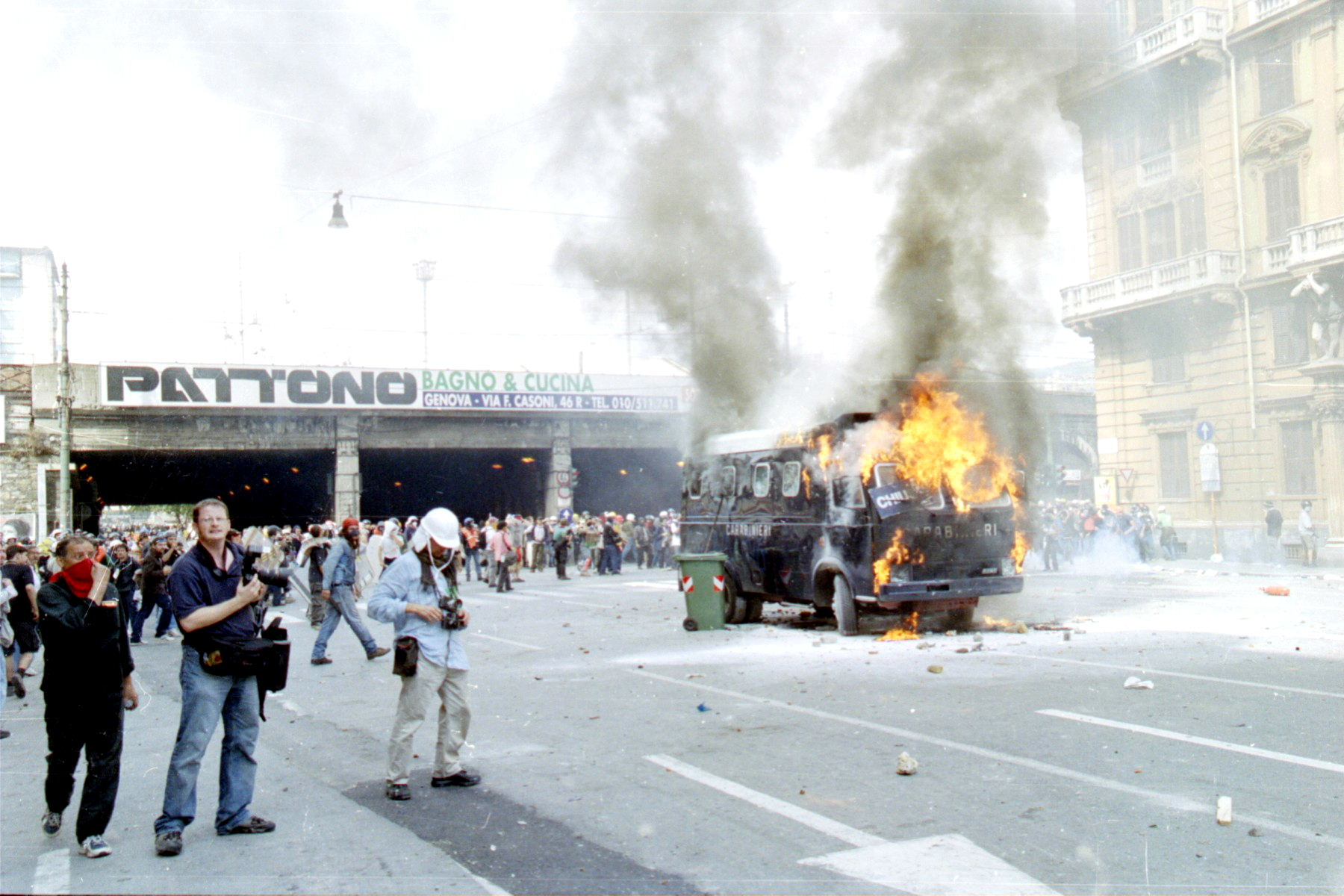
2001年7月21日、サミットに反対するデモ隊とイタリア警察当局は衝突した。